# 联合镇 (中江县)
联合镇，是中华人民共和国四川省德阳市中江县下辖的一个乡镇级行政单位。2019年12月，撤销石龙乡，将原石龙乡兴石社区、石龙村、五里桥村、鱼山村、凤沟村、柏湾村、古林村、青林村、银水村所属行政区域划归联合镇管辖。

## 行政区划
联合镇下辖以下地区：
利民社区、联合村、百花村、雄狮村、窑房村、山溪村、转龙村、宝莲村、八一村、玉山村、群利村、九曲村、中合村、五一村、杨柳村、高燕村、鱼井村和狮桥村。